# Élection présidentielle de 2020 en Artsakh
L'élection présidentielle de 2020 en Artsakh a lieu les 31 mars et 14 avril 2020 afin d'élire le président de l'Artsakh, une république sécessionniste de l'Azerbaïdjan non reconnue par la majorité de la communauté internationale. Des élections législatives ont lieu en même temps que le premier tour. Le président sortant Bako Sahakian, bien que rééligible, ne se présente pas pour un nouveau mandat.
Le dirigeant de la coalition Mère partie libre, Arayik Haroutiounian, manque de très peu une élection dès le premier tour avec 49,17 % des voix, entrainant l'organisation d'un second tour pour la première fois de l'histoire du pays. À la suite du développement de la pandémie de Covid-19 dans le pays, son adversaire Masis Mayilian appelle les électeurs à ne pas se rendre aux urnes pour le second tour, entrainant l'élection d'Haroutiounian à une écrasante majorité de 88,01 % des suffrages exprimés.

## Contexte

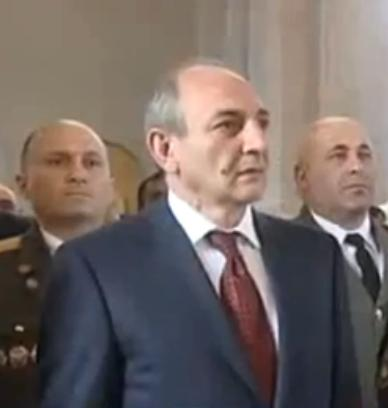
Bako Sahakian.

Le Haut-Karabagh a déclaré unilatéralement son indépendance de l'Azerbaïdjan en 1991, mais seule l'Abkhazie, l'Ossétie du Sud-Alanie et la Transnistrie reconnaissent cette indépendance.
Son président est élu au scrutin uninominal majoritaire à deux tours pour un mandat de cinq ans renouvelable une fois. Le scrutin précédent organisé en 2017 a exceptionnellement eu lieu au scrutin indirect par les membres de l'Assemblée nationale du fait de la mise en place de la nouvelle constitution approuvée par référendum en février de la même année. Cette dernière renomme le pays en république d'Artsakh et instaure un régime présidentiel, le poste de Premier ministre étant supprimé et ses attributions transférées au président de la République. Le président Bako Sahakian est ainsi réélu par les députés pour un intérim de trois ans avant l'organisation pour la première fois simultanée des scrutins présidentiels et législatives en 2020. Rééligible pour un nouveau mandat en vertu de la nouvelle constitution, Sahakian annonce en 2018 sa décision de ne pas se représenter,. Si les principaux candidats, Arayik Haroutiounian, Masis Mayilian et Vitaly Balasanian, sont tous trois d'anciens membres importants de son administration, le président sortant reste en retrait de la campagne, en s'abstenant de soutenir l'un ou l'autre candidat.
Le scrutin est maintenu malgré la pandémie de maladie à coronavirus,.

## Système électoral
Le président de la république est élu au scrutin uninominal majoritaire à deux tours pour un mandat de cinq ans renouvelable une seule fois. Pour l’emporter dès le premier tour, un candidat doit réunir la majorité absolue des suffrages exprimés. À défaut, un second tour est organisé deux semaines plus tard entre les deux candidats arrivés en tête, et celui recueillant le plus de suffrages est déclaré élu.

## Résultats
|                          | Arayik Haroutiounian     | Mère patrie libre                     | 36 076  | 49,17 | 39 860  | 88,01 |  |  |  |
|                          | Masis Mayilian           | Indépendant                           | 19 360  | 26,39 | 5 428   | 11,99 |  |  |  |
|                          | Vitaly Balasanian        | Justice de l'Artsakh                  | 10 855  | 14,79 |         |       |  |  |  |
|                          | Davit Ichkhanian         | Fédération révolutionnaire arménienne | 1 873   | 2,55  |         |       |  |  |  |
|                          | Achot Ghoulian           | Parti démocrate de l'Artsakh          | 1 683   | 2,29  |         |       |  |  |  |
|                          | Hayk Khanoumian          | Renouveau national                    | 962     | 1,31  |         |       |  |  |  |
|                          | Vahan Badasian           | Arménie Unie                          | 743     | 1,01  |         |       |  |  |  |
|                          | Davit Babaian            | Parti conservateur                    | 587     | 0,80  |         |       |  |  |  |
|                          | Rouslan Israelian        | Génération de l'indépendance          | 371     | 0,51  |         |       |  |  |  |
|                          | Christine Balayan        | Indépendant                           | 202     | 0,28  |         |       |  |  |  |
|                          | Achot Dadaian            | Indépendant                           | 198     | 0,27  |         |       |  |  |  |
|                          | Bella Lalaian            | Indépendant                           | 162     | 0,22  |         |       |  |  |  |
|                          | Sergueï Amirian          | Indépendant                           | 160     | 0,22  |         |       |  |  |  |
|                          | Melsik Poghosian         | Indépendant                           | 141     | 0,19  |         |       |  |  |  |
|                          |                          |                                       |         |       |         |       |  |  |  |
| Votes valides            | Votes valides            | Votes valides                         | 73 373  | 96,55 | 45 288  | 96,02 |  |  |  |
| Votes blancs et nuls     | Votes blancs et nuls     | Votes blancs et nuls                  | 2 622   | 3,45  | 1 876   | 3,98  |  |  |  |
| Total                    | Total                    | Total                                 | 75 995  | 100   | 47 164  | 100   |  |  |  |
| Abstention               | Abstention               | Abstention                            | 28 871  | 27,53 | 57 613  | 54,99 |  |  |  |
| Inscrits / participation | Inscrits / participation | Inscrits / participation              | 104 866 | 72,47 | 104 777 | 45,01 |  |  |  |

 Représentation des résultats du second tour :
| Arayik Haroutiounian (88,01 %) |  | Masis Mayilian (11,99 %) |
| ▲                              |  |                          |
| Majorité absolue               |  |                          |

## Conséquences
Le dirigeant de la coalition Mère partie libre, Arayik Haroutiounian, manque de très peu une élection dès le premier tour avec 49,17 % des voix, entrainant l'organisation d'un second tour pour la première fois de l'histoire du pays. À la suite du développement de la pandémie de Covid-19 dans le pays, son adversaire, le ministre sortant des Affaires étrangères Masis Mayilian, appelle les électeurs à ne pas se rendre aux urnes pour le second tour, entrainant l'élection d'Haroutiounian à une écrasante majorité de 88 % des suffrages exprimés,. Arayik Haroutiounian prend ses fonctions le 21 mai suivant.